# Oldsmobile Light Tonneau

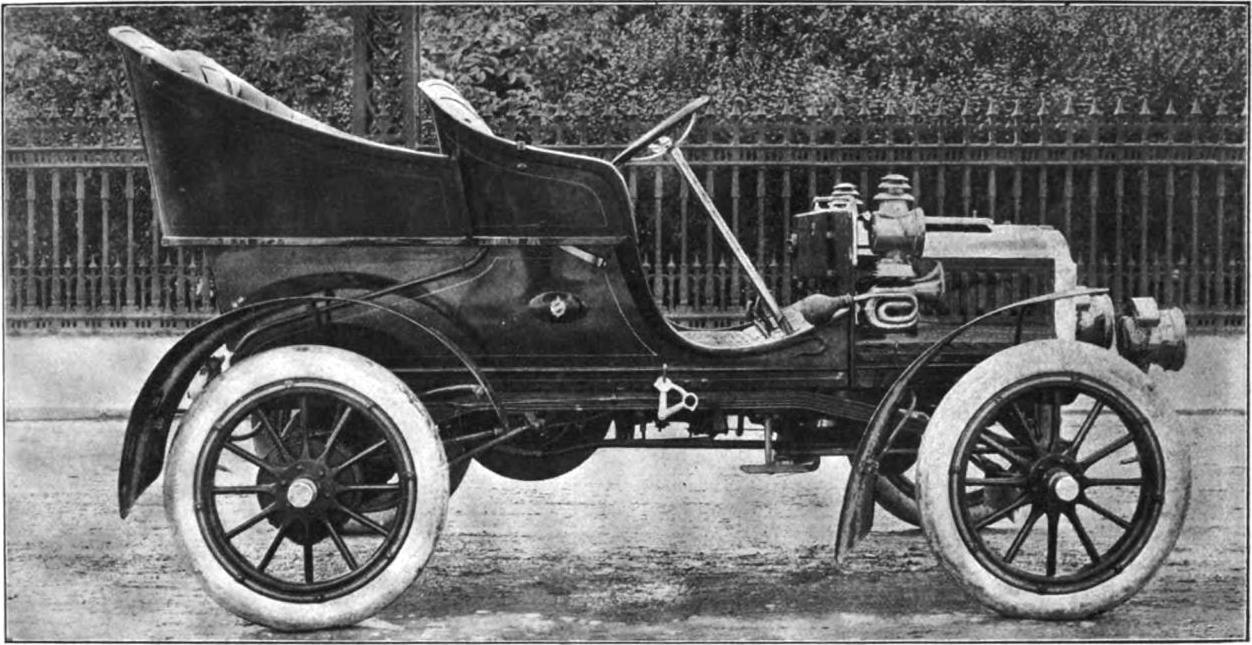
Oldsmobile Light Tonneau 9 HP (1904)

Der Oldsmobile Light Tonneau war ein 2- bis 4-sitziger PKW, der von 1904 bis 1905 von den Olds Motor Works in Lansing (Michigan) gefertigt wurde. Er hatte den auf 2,1 Liter aufgebohrten Motor des zeitgleich gefertigten Modell 6C und Touring Runabout. Nur 1904 war er das teuerste Modell des Herstellers.

## Beschreibung
Der Wagen war eine etwas größere Ausführung des Touring Runabout und wurde üblicherweise mit einem abnehmbaren Tonneau-Aufsatz geliefert. Dieser machte das Fahrzeug vom Zwei- zum Viersitzer.
Im Unterschied zum Curved Dash hatten sowohl Touring Runabout wie Light Tonneau einen Vorbau in Form einer von oben zugänglichen "Motorhaube" mit Wabenkühler, die zum Verstauen der Benzin- und Wassertanks sowie der Batterie genutzt wurde. Das Fahrgestell bestand aus Winkelstahl, gelenkt wurde mit einem Lenkrad.
Auf den vorderen Einzelsitzen fanden zwei Personen Platz, zwei Passagiere stiegen durch eine Hecktüre ins Tonneau. Der im Heck liegend eingebaute Einzylinder-Viertaktmotor hatte einen Hubraum von 2124 cm³ und entwickelte 10 bhp (7,4 kW) bei 600 min−1. Die Motorkraft wurde über ein Zweigang-Planetengetriebe mit Rückwärtsgang und einer einzelnen Antriebskette an die Hinterräder weitergeleitet. Der Schalthebel war rechts außen angebracht. Das Bremspedal wirkte auf die Trommelbremsen an den Hinterrädern.
Es scheint, dass das Fahrzeug nur 1904 auch ohne Tonneau-Aufsatz angeboten wurde. Die Listenpreise betrugen US$ 850,- für den Zweisitzer (US$ 100,- mehr als für das Touring Runabout verlangt wurde) und US$ 950,- für die Ausführung mit dem Tonneau. Wie das Touring Runabout war auch das Light Tonneau wahlweise in den Farben dunkelrot oder dunkelgrün zu haben. Seitliche Messing-Öllampen gehörten zur Grundausstattung. Nur 1905 wurde auf dem gleichen Chassis auch ein Lieferwagen zu US$ 1000,- angeboten. 
1906 entfiel das Modell ersatzlos.